# 岡山縣立美術館

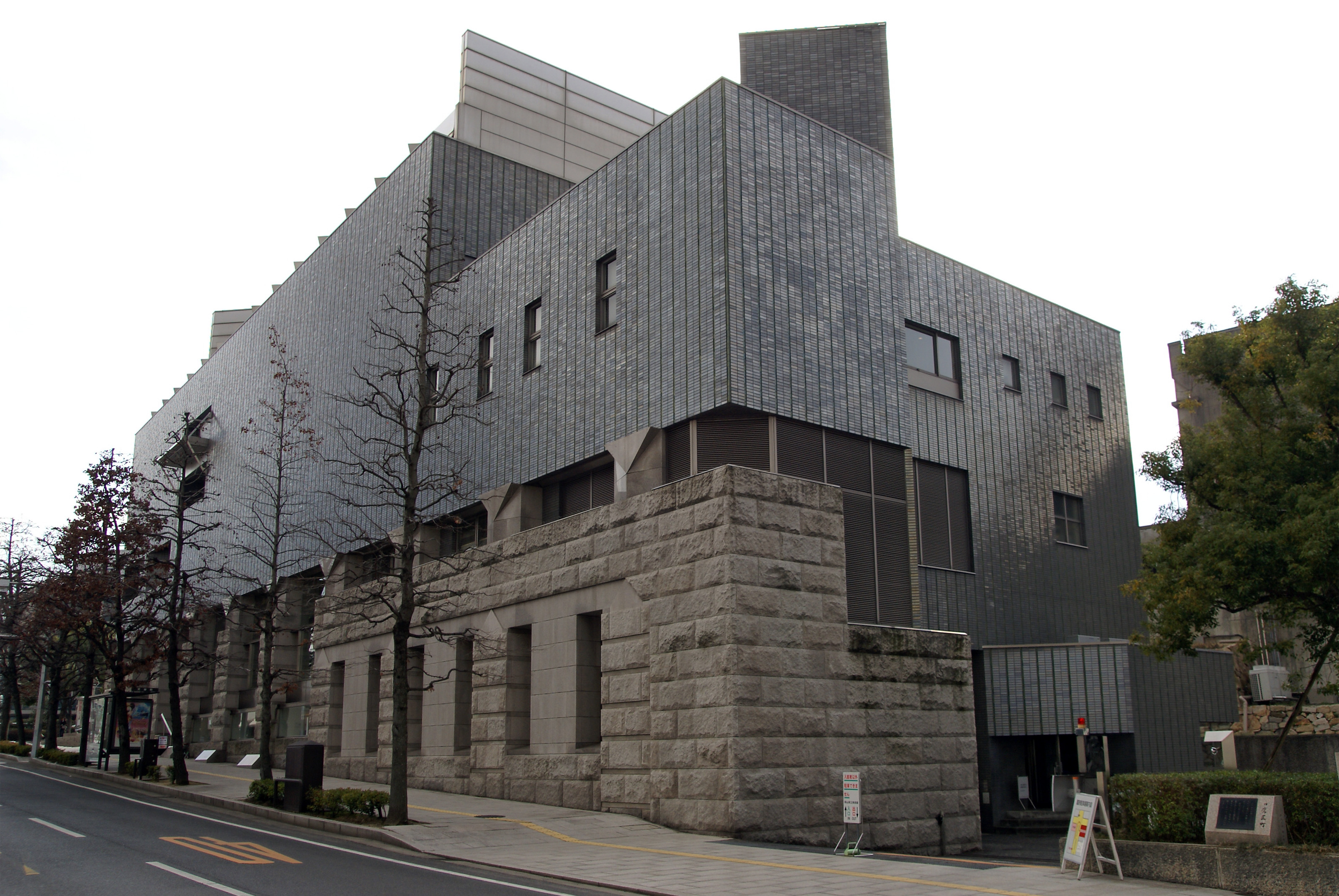
岡山縣立美術館

岡山縣立美術館（日语：おかやまけんりつびじゅつかん）是位於日本岡山縣岡山市北區的一座美術館。該美術館位於岡山市中心，靠近後樂園、岡山城。

## 历史
岡山縣立美術館創建於1988年，由岡山縣政府創建，建築的設計者是岡田新一。岡山県立美術館主要展示雪舟、宮本武藏、浦上玉堂、岡本豐彥、國吉康雄等和岡山縣有關的美術家的作品。

## 外部連結
- 岡山県立美術館のホームページ （页面存档备份，存于）